# Южный завод тяжёлого станкостроения
ООО «Южный завод тяжёлого станкостроения» (сокращённо ЮЗТС) (бывший Краснодарский станкостроительный завод им. Г. М. Седина) — одно из крупнейших станкостроительных предприятий СССР и современной России.
Основные производственные мощности ЮЗТС расположены в центре Краснодара по адресу: ул. Захарова, дом 10/4. Завод занимается проектированием, изготовлением и монтажом токарно-карусельных станков, многоцелевых обрабатывающих центров, продольно-фрезерных центров, применяемых в различных отраслях промышленности.
В советское время завод им. Седина был одним из лидеров станкостроительной отрасли не только в Советском Союзе, но и на мировом рынке. В сентябре 2022 года приказом Минпромторга ЮЗТС включили в реестр организаций оборонно-промышленного комплекса.

## История

### Кубаноль
17 мая 1910 года екатеринодарский директор британской компании «The Russian Kuban Industrial and Petroleum Company Ltd.» А. Н. Роккель заключил договор с Екатеринодарской Городской Управой об аренде части городского выгона между р. Кубань и полотном Владикавказской железной дороги для строительства машиностроительного завода.
27 августа 1911 года в Екатеринодаре состоялось открытие и освящение машиностроительного завода «Кубаноль». Завод был построен для производства оборудования и машин глубокого бурения, имел крупные литейные и металлообрабатывающие мощности, занимался не только изготовлением оборудования для нефтяной промышленности, но и принимал заказы и поставлял свою продукцию многим крупным фирмам.
Во время Первой мировой войны завод выполнял государственный военный заказ на производство 250 тыс. фугасных гранат и мин системы Дюмезиля к 58 мм французскому миномёту. Для выполнения военного заказа заводу требовалось наличие станков различных видов. Поэтому в 1915 году на заводе «Кубаноль» впервые были изготовлены токарные станки для нужд предприятия. Позже завод освоил ремонт миномётов, а затем наладил выпуск миномётных стволов и лафетов.
В ходе Гражданской войны в Екатеринодар вошли части Добровольческой армии А. И. Деникина. Приказом начальника снабжения Добровольческой армии от 6 августа 1918 года завод перешёл в ведение Добровольческой армии, для которой завод продолжил выпускать военную продукцию.
После того, как в марте 1920 года в Екатеринодар вошли части 9-й Красной Армии под командованием И. П. Уборевича, в городе установилась советская власть. Уже в августе 1920 года завод «Кубаноль» был национализирован и передан в ведение отделу металлов ВСНХ.

### Завод Седина
6 ноября 1922 года по просьбе заводчан к пятой годовщине Октябрьской Революции заводу «Кубаноль» было присвоено имя токаря Г. М. Седина, участника революционных событий, работавшего на нём до 1918 года и погибшего во время Гражданской войны.
В течение 1920-х годов завод испытывал тяжёлое финансовое положение и дефицит квалифицированных и образованных рабочих. Завод занимался преимущественно производством прессов для тростникового мёда, моторных сенных прессов, а также производил ремонт оборудования.

Положение завода начало меняться к лучшему в годы индустриализации. Завод стал быстро развиваться, насыщаясь оборудованием и образованными рабочими и инженерами. Постепенно возрос и ассортимент выпускаемой продукции: различные типы лебёдок (кантовальные, для скиповых подъёмников для блюминга), дорожные комбайны, монтажные тележки и т. д.
В 1935 году завод им. Седина переходит в подчинение Наркомата станкостроительной и инструментальной промышленности. Такое решение было продиктовано необходимостью заместить импорт станков из капиталистических стран. В короткий срок завод должен был подготовить кадры и техническое оснащение для выпуска станков.
Для этих целей московским НИИ станков и инструментов был разработан токарно-карусельный станок модели 152. Станок представлял собой одностоечный токарно-карусельный станок для обработки деталей диаметром до 1000 мм. В 1937 году завод выпускает первую партию токарно-карусельных станков модели 152.
5 января 1940 года за УД-206-219 на базе Краснодарского станкостроительного завода им. Седина был создан вечерний техникум для подготовки технических специалистов (нынешний Краснодарский машиностроительный колледж). Тогда обучение велось в производственных помещениях завода по двум специальностям. Преподавателями техникума стали опытные инженеры завода.

### Великая Отечественная война
С началом Великой Отечественной войны завод был переведён на производство военной продукции: снарядов, гранат (противотанковых и ручных) и миномётов. По распоряжению Государственного комитета обороны от 31 июля 1942 года, из-за опасной близости фронта к Краснодару, заводу Седина было приказано эвакуироваться в Новосибирск. Во время эвакуации на новом новосибирском заводе «Тяжстанкогидропресс» благодаря сединским инженерам и рабочим было налажено производство шлифовальных станков.
Во время оккупации Краснодара с августа 1942 года по февраль 1943 года немецкие войска взорвали и сожгли практически все заводские цеха и постройки. Частично уцелели только кирпичные стены третьего и четвёртого пролётов механического цеха, а также фрагменты сборочного и литейного цехов.
После освобождения города началось спешное восстановление завода. Для ускоренного восстановления производства коллектив московского завода «Красный пролетарий» взял шефство над краснодарским заводом им. Седина.

### Послевоенное развитие завода
В ноябре 1949 года на вновь отстроенном заводе началось производство нового карусельного станка модели 1551. В общей сложности было выпущено 2450 станков модели 1551.

В 1950 году на заводе был выпущен первый станок модели 1502, предназначенный для комплексной обработки цельнокатанных железнодорожных колёс. 
В 1958 году выпущен 1000-й токарно-карусельный станок. В результате слаженной и производительной работы, 12 апреля 1958 года был собран 1000-й станок. На нём были написаны слова: «1000-й станок, изготовленный комсомольцами завода имени Седина в честь XIII съездам ВЛКСМ, г. Краснодар, апрель 1958 год». На упаковочном ящике станка написали: «Комсомольцы — новостройке коммунизма Братской ГЭС». Труд большого коллектива сединцев явился частицей величайшего дела — создания Братской ГЭС. Станок модели 1531 стал известен стране.
В 1961 году сединские инженеры разработали первый в стране тяжёлый станок с ЧПУ, получивший индекс 1541П. За создание станка с программным управлением заводу был вручён Диплом ВДНХ СССР. В том же году за успехи в развитии советского станкопрома и в связи с 50-летним юбилеем завод им. Седина был награждён Почётной грамотой Презиздиума Верховного Совета РСФСР.
В 1969 году завод освоил выпуск новых специальных полуавтоматических накладных станков модели КС-302 и КС-303.
К началу 1970-х годов ежегодный выпуск токарно-карусельных станков на заводе им. Седина по количеству превысил выпуск этих станков ведущими зарубежными компаниями, полностью обеспечивая потребность Советского Союза в станках этого типа. Поэтому 16 марта 1971 года завод был награждён орденом Трудового Красного Знамени за неоценимый вклад в развитие мирового станкостроения.
В 1971 году по приказу министра станкостроительной и инструментальной промышленности СССР директором завода назначен Елизаров Александр Викторович, возглавлявший завод до 1987 года. Под его непосредственным руководством завод стал крупнейшим в мире производителем токарно-карусельных станков.

В 1975 году выпущен первый станок с ЧПУ. Спроектирована и разработана новая гамма станков 1512Ф3, 1516Ф3, 1525Ф3 и 1Л532Ф3 с контурными системами программного управления. На всесоюзной выставке «Алмаз-75» в Москве был представлен первый карусельный станок, оснащённый непрерывным (контурным) устройством ЧПУ типа Н55-2 отечественного производства. Конструкция станка имела много принципиально новых технических решений и вызвала большой интерес у посетителей выставки. Ранее в 1973 году на весенней международной Лейпцигской ярмарке станку 1516 была присуждена золотая медаль.
В 1977 году на заводе была внедрена комплексная система управления качеством продукции.
В 1980 году на заводе разработан и изготовлен токарно-карусельный станок с ЧПУ модели 1А525МФ3, повышавший производительность труда в 2,6 раза, точность обработки на 40—50 %. Он входил в гамму станков серии «А» 1А512МФ3, 1А516МФ3, 1А525МФ3, 1А532ЛМФ3. Станок с ЧПУ модели 1516Ф3 (заводской номер 25), демонстрировавшийся на Международной выставке станков в Пловдиве, был награждён почётной грамотой и золотой медалью.
Токарно-карусельные станки производства завода им. Седина применялись не только в Советском Союзе, но и экспортировались в 90 стран мира. Экспортные модели сединских станков поставлялись под марками «STANKO» и «KSM». На пике производства в первой половине 1980-х годов общее число сотрудников завода превышало 10 тыс. человек.

### В годы перестройки
С начала 1980-х годов на заводе велось проектирование принципиально нового станка модели 1С528МФ4. Данный станок за одну установку обеспечивал возможность полной обработки (токарные, расточные, фрезерные, сверлильные, резьбонарезные и другие операции) одной стороны заготовки. Сборка станка 1С528МФ4 предусматривалась из типовых элементов, что позволяло создавать на его базе станки различного назначения. Заказчиком станка 1С528МФ4 стало объединение «Южмаш». Станок был сдан в эксплуатацию в 4-м квартале 1987 года и на тот момент являлся наиболее технологичным советским станком.
В январе 1986 года завод им. Седина вошёл в состав Краснодарского станкостроительного производственного объединения им. Г. М. Седина (КСПО им. Седина). Помимо завода им. Седина в состав КСПО также вошёл Кропоткинский завод деревообрабатывающих станков и ремонтно-строительный участок.
В 1986 году начался выпуск обрабатывающих центров. Обрабатывающий центр модели 1А516МФ4, созданный на базе станка 1А516МФ3, выгодно отличался от него тем, что мог осуществлять, помимо традиционных карусельных, операции внецентровой обработки деталей, благодаря оснащению его высокоточным приводом позиционирования планшайбы и комбинированным суппортом со сверлильно-фрезерно-расточными головками. Станок имел производительность в 1,5 раза выше, чем его предшественник 1А516МФ3, высокие точностные характеристики, хороший современный дизайн и мог успешно конкурировать с зарубежными станками. Он входит в гамму станков серии «А» 1А512МФ4, 1А516МФ4, 1А525МФ4, 1А532ЛМФ4.
В 1987 году приказом Минстанкопрома на должность директора КСПО им. Седина был назначен Соболева И. А., который в дальнейшем неоднократно становился фигурантом различных уголовных дел.
В мае 1988 года на завод им. Седина прибыла делегация из ФРГ, а также представители Минстанкопрома СССР и В/О «Станкоимпорт» для подписания соглашения о сотрудничестве. 9 июня 1988 года партнёром завода им. Седина стало старейшее в ФРГ предприятие по производству карусельных станков Schiess AG. Фирма Schiess в 1980-х годах была мировым лидером в классе тяжёлого станкостроения. В качестве продукта совместной деятельности была предложена серия станков DSC габаритов 16; 20; 25; 32. Это был проект последней разработки специалистов фирмы «Schiess».
В 1991 году станок DSC 20 разработки совместного предприятия «Седин-Шисс» был представлен на выставке EMO в Ганновере. Станок имел гидростатические направляющие, работающие без износа, термосимметричную компоновку каркаса центра, приводы подачи и систему управления подачами, что повышало точность работы.
27 октября 1990 года в ходе начавшейся приватизации между Минстанкопромом СССР и КСПО им. Седина был подписан договор аренды, по которому КСПО им. Седина становилось арендным предприятием с последующим правом выкупа его имущества.
18 декабря 1990 года КСПО им. Седина взяло кредит у АО «Седин» в размере 40 млн руб. (директором КСПО и АО одновременно является И. А. Соболев) для выкупа заводского имущества у государства. Уже 25 декабря КСПО им. Седина внесло в казну, в счёт выкупа заводского имущества, 35 млн 725 тыс. руб.
В июле 1991 года выкупленное имущество завода им. Седина перешло в собственность АО «Седин».
Однако по постановлению Совета Министров СССР от 20.03.1990 г. была запрещена приватизация оборонных предприятий, в число которых входило КСПО им. Седина. Поэтому после приватизации министром станкостроительной и инструментальной промышленности СССР Николаем Паничевым на завод была направлена правительственная телеграмма о том, что КСПО им. Седина не может быть выкуплено. В 1994 году Арбитражный суд Краснодарского края постановил, что приватизация была законной.

### Промышленный спад и банкротство
В 1991 году на базе завода им. Седина было создано 27 дочерних акционерных обществ, назначено руководство и открыты банковские счета. Для всех этих акционерных обществ холдинговой компанией была всё та же АО «Седин». Такое разделение нанесло сильный ущерб некогда единому трудовому коллективу завода, что также приводило к нестабильности в станкостроительном производстве на предприятии.
Начало 1990-х годов для завода стало самым нестабильным временем: на фоне глобального развала промышленности страны сократился научный потенциал предприятия, на регулярной основе происходили задержки по выплате зарплат сотрудникам завода. Подобные обстоятельства привели к практически полной остановке производства.
Количество выпускаемых станков постоянно сокращалось. Так, за 1997 году на заводе было построено всего 12 станков.
Чтобы избежать полной остановки производства на заводе, в 1998 году совместно с администрацией Краснодарского края была разработана программа «Седин-антикризис». Программа реализовывалась с целью сохранения и развития оставшегося научно-производственного потенциала завода. В результате уже в 1999 году конструкторский отдел завода им. Седина совместно с немецкими инженерами фирмы «Schiess AG» создали новую гамму токарно-карусельных станков серии «Вертимастер» (станки моделей VMG 20, VMG 25, VMG 32, VMG 40 VMG 50, VMG 63) и «Вертитурн».
В 2002 году была создана промышленная ассоциация «Завод им. Седина», которая должна была объединить разрозненные предприятия в единую группу компаний. На предприятиях «Завода им. Седина» предпринимались попытки сделать упор не только на производстве станков, но и на продукции сельскохозяйственного машиностроения. Несмотря на постепенное «оживление» производства на площадях завода им. Седина, предприятие так и не смогло в полной мере восстановить свои позиции в станкостроении. 
В 2009 году одно из дочерних предприятий, ЗАО «Краснодарский станкостроительный завод Седин», был включён в список 295 системообразующих предприятий России, утверждённый правительством РФ, а позднее — в программу развития отечественного станкостроения и инструментальной промышленности на 2011—2016 г.г. В рамках этой программы Правительство РФ поручило ЗАО «Станкозавод Седин» госзаказ на разработку новейшего обрабатывающего центра «Макроцентр», который должен был заменить иностранные аналоги, приобретаемые за большие деньги за рубежом и ставящие в колоссальную зависимость от иностранных поставщиков стратегические российские предприятия.
В 2013 году первый этап госконтракта был выполнен и опытный образец «Макроцентра» прошёл испытания.
Для выполнения госконтракта ЗАО «Станкозавод Седин» отдал все силы, беря кредиты, срывая параллельные заказы, и в начале 2014 года оказался в предбанкротном состоянии.
В 2015 году в отношении ЗАО «Краснодарский станкостроительный завод Седин» начата процедура банкротства. Общая задолженность завода по зарплатам 151 сотруднику составила 16 миллионов рублей. Активы завода были выставлены на торги, общая стоимость активов составила 344 миллиона 167 тысяч рублей.
15 апреля 2016 года Арбитражный суд Краснодарского края признал ЗАО «Краснодарский станкостроительный завод Седин» банкротом.

### Южный завод тяжёлого станкостроения
Далее, чтобы возродить завод Седина, во второй половине 2016 года администрация Краснодарского края внесла инициативу по включению предприятия на базе обанкротившегося завода им. Седина в стратегию развития станкостроительной отрасли России на 2017—2030 годы. Идею поддержал Минпромторг РФ. Для завода нашли инвестора — ОАО «Краснодарский завод «Нефтемаш». Это было одним из главных условий включения завода в федеральную стратегию развития отрасли. Создание ООО «Южный завод тяжёлого станкостроения» (ЮЗТС) на базе обанкротившегося завода им. Седина позволило предприятию рассчитывать на федеральные меры поддержки со стороны Минпромторга РФ и Фонда развития промышленности.
В 2017 Краснодарским заводом «Нефтемаш» было выкуплено практически всё имущество обанкротившегося ЗАО «Краснодарский станкостроительный завод Седин», в том числе и всё незавершённое производство, а также в ООО «ЮЗТС» трудоустроено подавляющее большинство сокращённых в связи с ликвидацией ЗАО «Станкозавод Седин» заводчан.
В конце 2018 года Южный завод тяжёлого станкостроения (ЮЗТС) отгрузил заказчику «Белэнергомаш-БЗЭМ» первый тяжёлый токарно-карусельный станок, стороны подписали ещё ряд контрактов. К концу 2018 года уставный капитал ООО «Южный завод тяжёлого станкостроения» составил более 212 млн рублей.
14 февраля 2019 года на инвестиционном форуме в Сочи-2019 был подписан протокол в сфере инвестиций в присутствии министра промышленности и торговли РФ Дениса Мантурова, протокол подписали губернатор Кубани Вениамин Кондратьев и председатель Совета директоров ООО «Южный завод тяжёлого станкостроения» Вадим Батанов. Инвестиции в развитие Южного завода тяжёлого станкостроения до 2025 года составили более 3-х млрд рублей. По словам министра промышленности РФ Дениса Мантурова протокол, который подписал край и ЮЗТС, позволит восстановить отечественное станкостроение в Краснодаре.
«Бывший завод Седина — стратегическое предприятие, флагман не только для края, но и страны в целом. Совместными усилиями мы смогли реанимировать производство и сделали важный шаг в возрождении станкостроительной отрасли на Кубани», — подчеркнул губернатор Кубани Вениамин Кондратьев.
В 2019 году ЮЗТС выкупил товарный знак завода им. Седина
24 мая 2019 года на ЮЗТС успешно прошёл приёмо-сдаточные испытания и был принят представителями заказчика и ОТК первый станок изготовленный для предприятия из Евросоюза. Данный одностоечный токарно-карусельный станок с ЧПУ отправился в Ригу на одно из промышленных предприятий Латвии. Станок предназначен для токарной обработки различных изделий из чёрных и цветных металлов и сплавов. Современное устройство ЧПУ осуществляет автоматическое управление станком.
В 2019 году состоялась премьера документального фильма «Завод» о заводе им. Седина молодого кубанского режиссёра Константина Самсонова. Фильм заслужил признание как отечественных, так и европейских кинокритиков и стал финалистом сразу нескольких международных кинофестивалей.
30 августа 2021 года ЮЗТС получил международный сертификат TÜV Thüringen ISO 9001:2015.
По итогам работы в 2022 году за успехи в импортозамещении ЮЗТС завоевал высший приз конкурса «100 лучших товаров России». По итогам того же года ЮЗТС вошёл в пятёрку лучших предприятий отрасли в стране.
6 июля 2023 года Секретарь Совета безопасности России Николай Патрушев, полпред президента РФ в ЮФО Владимир Устинов, губернатор Кубани Вениамин Кондратьев, глава Роспотребнадзора Анна Попова и руководитель ФМБА Вероника Скворцова посетили Южный завод тяжелого станкостроения. Участники делегации осмотрели обрабатывающие центры, оценили работу нового оборудования и уникальные разработки предприятия в отрасли тяжёлого станкостроения.
В 2024 году завод освоил выпуск пятиосевых фрезерных центров VFC800, предназначенный для механической обработки деталей сложной формы.

### Национализация территории
В 2023 году Генпрокуратура обратилась в Арбитражный суд Краснодарского края с иском об изъятии в пользу государства зданий и территорий бывшего завода «Седин». По решению краевого Арбитражного суда от 17 августа 2023 года иск был удовлетворён. В собственность государства отошло имущество МОАО «Седин», АО «Краснодарский станкостроительный завод Седин» и ООО «Седин-Шисс» (за исключением объектов ООО «ЮЗТС»). Суд постановил, что договор аренды имущества завода им. Седина и акт о выкупе имущества предприятия от 1990 года нарушают интересы в сфере обеспечения обороны страны и безопасности государства.
Однако данное решение безуспешно пытались оспаривать собственники предприятий, которые находились на базе завода им. Седина, называя подобные действия рейдерским захватом. Рабочих, работавших на вышеуказанных предприятиях, лишили доступа в рабочие помещения, за счёт чего производство фактически было ликвидировано.
По решению Росимущества всё заводское имущество было опечатано и передано в хозяйственное ведение ФГУП "НТЦ «Химвест». Позже были озвучены планы властей по созданию на базе завода им. Седина технопарка.

## Деятельность
- Цех сборки станков и обрабатывающих центров
- Токарно-карусельный станок с ЧПУ в сборочном цехе
- Установка на фундамент обрабатывающего центра "Макроцентр"
- Метрологическая лаборатория
- Приёмо-сдаточные испытания первого станка изготовленного на ЮЗТС для заказчика из Евросоюза

ЮЗТС имеет собственные инженерные, сборочные и механообрабатывающие мощности. Предприятие осуществляет комплексную деятельность в области проектирования и производства токарно-карусельных станков, многоцелевых обрабатывающих центров, а также специальных станков и комплексных автоматизированных токарно-карусельных технологий крупногабаритной металлообработки в диапазоне от 1200 до 5000 мм. Поставки оборудования осуществляются как на отечественный, так и на мировой рынок.
Завод обеспечивает сервисное и гарантийное обслуживание своей продукции, а также осуществляет услуги в области модернизации, ремонта токарно-карусельного оборудования и обучения специалистов. Высокий уровень организации производства, использование передовых технологий обеспечивают возможность создавать оборудование, отвечающее современным требованиям потребителей во всём мире.
По итогам работы в 2020 году ЮЗТС официально включили в ТОП-10 предприятий станкостроительного комплекса России. По итогам работы в 2021 году ЮЗТС поднялся на четыре позиции в рейтинге и вошёл в ТОП-6 станкостроительных предприятий России.
С 2019 по 2022 год объёмы производства завода выросли почти в пять раз.